# Stoker (film)
Stoker è un film del 2013 diretto da Park Chan-wook.
Primo film in lingua inglese del regista coreano, è basato su una sceneggiatura scritta dall'attore Wentworth Miller sotto lo pseudonimo Ted Foulke. Del cast principale fanno parte Mia Wasikowska, Nicole Kidman e Matthew Goode.

## Trama
Nel giorno del suo diciottesimo compleanno la vita di India, ragazza introversa e solitaria, viene sconvolta dall'improvvisa morte del padre Richard a causa di un incidente stradale. India rimane sola a vivere insieme alla madre Evelyn, emotivamente instabile, con cui la ragazza non è mai riuscita a creare un rapporto profondo. Al funerale di Richard si presenta anche l'affascinante e giramondo Charlie, fratello del padre, della cui esistenza India era stata tenuta all'oscuro. Charlie annuncia la sua intenzione di rimanere a vivere con loro per offrire il suo supporto, decisione che viene accolta con grande piacere dalla madre ma che scontenta India.
Il giorno dopo la ragazza assiste a un litigio tra lo zio e Mrs. McGarrick, la governante, che misteriosamente nei giorni successivi sparisce dalla casa. Nel frattempo Evelyn e Charlie stringono un rapporto sempre più intimo mentre India respinge tutti i tentativi dello zio di creare un'amicizia tra loro, disturbata dalla facilità con cui la madre sembra aver dimenticato il padre in favore dello zio. Frugando tra le cose di Charlie scopre degli occhiali appartenenti al padre e una scatola da scarpe identica a quelle che ogni anno il padre era solito regalarle per il compleanno.
Un giorno la prozia Gwendolyn si presenta alla porta e durante la cena rimane sorpresa sentendo parlare dei viaggi in Europa di Charlie e cerca di parlare con Evelyn che, tuttavia, si stizzisce per alcune insinuazioni della zia sulla sua vita familiare con Charlie. Dà allora a India il suo numero suggerendole di chiamarla ma perde il cellulare; inspiegabilmente spaventata dal comportamento dello zio Charlie, decide di cambiare hotel in cui dormire e cerca di chiamare India da un telefono pubblico. Durante la chiamata viene raggiunta da Charlie che la accusa di aver mentito sul luogo in cui avrebbe passato la notte e la strangola nella cabina telefonica con la sua cintura.
Nello stesso momento India scopre il cadavere della governante nel freezer in cantina e capisce che lo zio è un assassino. Intanto la madre scopre nella borsa di Charlie la scatola con le scarpe che ogni anno il padre regalava alla figlia. Il giorno dopo, a scuola, India viene assalita da un gruppo di ragazzi e reagisce conficcando la matita nel pugno di uno dei ragazzi che scappano grazie all'intervento di Whip Taylor, un suo compagno. Charlie assiste a tutta la scena. A casa mentre India sta suonando il pianoforte lo zio si siede con lei per suonare insieme. La vicinanza e il fascino che emana Charlie sconvolgono i sensi delle ragazza che si eccita profondamente.
Una sera India scopre spiando dalla finestra che la madre è scesa in intimità con lo zio e corre via sconvolta verso un locale dove incontra Whip. Decidono di andare in mezzo ad un bosco dove i due ragazzi cominciano a baciarsi. Ma quando India gli morde con forza la lingua il ragazzo perde il controllo e cerca di violentarla. A salvare la ragazza è l'arrivo dello zio che lega il ragazzo con la sua cintura e permette ad India di picchiarlo. Tuttavia, si apprende poi che in realtà il ragazzo è stato ucciso da Charlie, che gli ha spezzato il collo mentre tentava di violentare India. Mentre aiuta Charlie a seppellire il cadavere del ragazzo nel giardino di casa India cerca di chiamare la prozia, ma si rende conto che dal suolo proviene il suono del cellulare che sta squillando a vuoto. Quando torna a casa la ragazza si masturba sotto la doccia ripensando all'attacco di Whip e raggiungendo l'orgasmo al ricordo della rottura del collo del ragazzo.
Il giorno seguente mentre riordina lo studio del padre scopre che la chiave che le è stata donata per il suo compleanno apre un cassetto in cui trova delle foto del padre da piccolo insieme a due fratelli e delle lettere per lei in cui lo zio descrive dettagliatamente i suoi viaggi e parla dell'affinità d'animo tra lui e la ragazza. Tuttavia India scopre che tutte le lettere risultano inviate da uno stesso indirizzo appartenente ad un istituto psichiatrico. India decide allora di affrontare Charlie che gli racconta la verità sul fratello minore Jonathan, ucciso da Charlie (che lo ha seppellito, probabilmente ancora vivo, in una grossa buca scavata nella sabbia) poiché geloso delle attenzioni che Richard gli prestava. In seguito a questo episodio Charlie è stato rinchiuso in una casa di cura decidendo di venire rilasciato proprio nel giorno del diciottesimo compleanno di India. Quando Charlie scopre che Richard ha pianificato per lui un'intera vita in modo da tenerlo lontano dalla sua famiglia sentendosi tradito lo uccide con una pietra e simula un incidente stradale.
India decide di seguire Charlie nella sua fuga verso New York dopo che una visita dello sceriffo in cerca di notizie su Whip li ha messi in allarme. Ma nel mezzo di un gesto intimo tra i due compare la madre che si sente tradita da entrambi. La sera Evelyn rinfaccia a India la mancanza di affetto che la figlia ha sempre espresso nei suoi confronti e decide poi di affrontare Charlie dicendogli di sapere la verità. Dopo aver sedotto Evelyn l'uomo cerca di strozzarla sperando di avere la complicità di India che invece spara a Charlie con uno dei fucili da caccia del padre. India decide allora di fuggire in macchina ma viene fermata dallo sceriffo per eccesso di velocità. India replica che l'ha fatto solo per catturare l'attenzione dello sceriffo e, quando questo si avvicina, gli pianta delle cesoie nel collo per poi finirlo con due colpi di fucile nei campi in cui lo sceriffo si era rifugiato.

## Produzione
La sceneggiatura è scritta dall'attore Wentworth Miller sotto lo pseudonimo Ted Foulke, utilizzato per svincolarsi dalla sua carriera di attore, con la collaborazione di Erin Cressida Wilson. Miller ha inoltre scritto la sceneggiatura per un prequel intitolata Uncle Charlie. La sceneggiatura di Miller è stato votata per la Black List 2010, delle 10 migliori sceneggiature non prodotte di Hollywood. Miller ha descritto Stoker come un "film dell'orrore, un dramma familiare e un thriller psicologico".
Nella stesura dello script Miller è stato influenzato da Dracula di Bram Stoker, nonostante il film non sia stato concepito per essere sui vampiri, ma è nato come un racconto dell'orrore. Riprende anche molti elementi da L'ombra del dubbio di Alfred Hitchcock, tra cui il nome del protagonista, lo zio Charlie, e la sua ambigua relazione con India che fa riferimento al tema del doppio rappresentato dai due Charlie del film di Alfred Hitchcock. Molte scene significative per l'evoluzione della relazione tra Charlie e India comprendono una scala, motivo ricorrente anche in L'ombra del dubbio, così come i binari fanno riferimento al treno usato spesso come simbolo sessuale da Hitchcock.
Inizialmente per le protagoniste femminili erano state opzionate Carey Mulligan e Jodie Foster, ma infine la scelta cadde su Mia Wasikowska e Nicole Kidman. Il ruolo dello zio Charlie è stato affidato a Matthew Goode, dopo che l'attore inglese Colin Firth abbandonò il progetto. Completano il cast Jacki Weaver, Lucas Till, Alden Ehrenreich e Dermot Mulroney. I compositori Philip Glass e Clint Mansell hanno collaborato nella realizzazione della colonna sonora del film: il primo componendo le musiche che la protagonista India suona al piano, il secondo occupandosi della colonna sonora principale.
Le riprese sono iniziate nel settembre 2011 e sono durate 40 giorni. Si sono svolte quasi interamente a Nashville, Tennessee; le scene del motel sono state girate nei pressi di Murfreesboro, mentre altre scene sono state girate a Sewanee.

## Promozione
Il primo trailer del film è stato diffuso online il 27 settembre 2012, seguito dalla versione italiana il 5 dicembre 2012.

## Distribuzione
Il film è stato distribuito negli Stati Uniti dalla Fox Searchlight Pictures il 1º marzo 2013. In Italia il film è uscito il 20 giugno 2013, con un'anteprima, il 21 marzo, al Bari International Film Festival.